# Doctrina Parot
La doctrina Parot és el nom vulgar amb el qual es coneix la jurisprudència establerta en la sentència del Tribunal Suprem espanyol de 28 de febrer de 2006 (STS 753/2006), que denega l'acceptació de recursos d'excarceració a presos que no hagin complert la condemna íntegrament, en el cas que sigui de 30 o més anys de presó. Aquest nou marc jurídic suposa que presos condemnats a través del Codi Penal de 1973, que fins a la data de la sentència sortien de la presó després de complir entre 18 i 20 anys d'internament gràcies a l'aplicació dels beneficis penitenciaris, hagin de romandre empresonats fins a un màxim de 30 anys.
El president de la Sala Penal de l'Audiència Nacional, Javier Gómez Bermúdez, va anunciar el 2 de març de 2006 que aquesta mesura, tot i ser aplicable a encausats, afectaria majoritàriament els membres d'ETA, alguns components del GRAPO i el narcotraficant José Luis Charlín. A la pràctica, aquesta mesura ha estat estesa també a altres delictes penals. Alguns presos d'ETA afectats per aquesta mesura són: Henri Parot («Unai»), Iñaki de Juana Chaos, José Javier Zabaleta Elósegui («Baldo»), Antton Troitiño o Juan Antonio López Ruiz («Kubati»). Altres presos han estat Ismael Miquel Gutiérrez (GAL) o Gustavo Romero Tercero, condemnat per assassinat, agressió sexual, maltractament i robatori.

## Sentències del Tribunal Europeu de Drets Humans
El 10 de juliol de 2012 el Tribunal Europeu de Drets Humans, amb seu a Estrasburg, va sentenciar que l'anomenada "doctrina Parot", establerta pel Tribunal Suprem espanyol el 2006 i ratificada pel Tribunal Constitucional, violava els articles 7 i 5.1 de la Convenció Europea de Drets Humans, per la qual cosa instava el govern espanyol a posar en llibertat Inés del Río Prada, membre d'ETA condemnada a més 3.000 anys de presó per diversos atemptats i que, després de 18 anys de presó, havia d'haver estat posada en llibertat el 3 de juliol de 2008 per haver obtingut els beneficis penitenciaris que estableix el Codi Penal de 1973. La sentència podia afectar més de 50 de membres d'ETA condemnats per terrorisme als quals també se'ls havia aplicat la doctrina i que havien recorregut al Tribunal Europeu de Drets Humans per demanar la seva posada en llibertat. La resposta del govern de Mariano Rajoy fou discrepar «severament» de la sentència i anunciar que la recorreria a la Gran Sala del Tribunal d'Estrasburg i que, mentrestant, no posaria en llibertat la condemnada perquè hi havia risc de fuga «sense cap gènere de dubtes».
El 20 de març de 2013 el Tribunal Europeu de Drets Humans tornà a examinar la sentència que va dictar una de les seves sales al juliol de 2012, a instància del recurs presentat pel Govern espanyol. L'advocat defensor de la doctrina Parot assegurà que no es va actuar de forma retroactiva en el cas d'Inés del Río, tal com constata la sentència. Aquest argument fou motiu d'una gran mobilització per part de l'executiu espanyol, ja que el seu rebuig suposaria una interpretació contrària a la limitació dràstica de reducció de condemna per beneficis penitenciaris. El col·lectiu de presos polítics bascos Etxerat expressà que es tractava d'un «dia clau» perquè «estan en joc els drets humans». Per la seva banda, el ministre d'Interior espanyol, Jorge Fernández Díaz, afirmà que si el recurs quedés desestimat, Espanya tindria marge suficient per a l'«enginyeria jurídica», i que el resultat del cas concret d'Inés del Río no té per què ser extensible a tots aquells presos amb una situació semblant. El president del Govern, Mariano Rajoy, considerà als passadissos del Congrés dels Diputats que aquesta doctrina és «un instrument enormement útil en la lluita contra el terrorisme i espero que el tribunal ho entengui d'aquesta manera».
El 21 d'octubre de 2013 la Gran Sala del Tribunal Europeu de Drets Humans es va pronunciar en el mateix sentit que havia fet anteriorment, donant la raó a Inés del Río, que hauria d'haver estat excarcerada el 2008, ordenant la seva posada en llibertat, i sentenciant que la interpretació jurídica per a allargar la seva estada a presó vulnera el Conveni Europeu de Drets Humans. El tribunal d'Estrasburg declarava així il·legal i derogava la doctrina Parot en una decisió definitiva que no admet recurs. El govern espanyol havia reconegut la dificultat d'una sentència que li fos favorable i esperava aconseguir-ne una que si més no fos ambigua. L'endemà, Inés del Río sortia de la presó, tot i que la indemnització de 30.000 fou bloquejada a petició de la fiscalia per a destinar-la a pagar les responsabilitats civils fixades per a les víctimes de Del Río. Antton Troitiño, detingut des del juny del 2012 al Regne Unit, també fou alliberat el mateix dia. El 20 de novembre de 2013, un dels autors de l'atemptat de Vic de 1991, Juan José Zubieta Zubeldia, surt de la presó.